# Rich Costey
Rich Costey (...) è un produttore discografico statunitense, un ingegnere, e un mixer che ha preso parte a molti progetti discografici.
Tra le sue produzioni più importanti figurano i due album dei Muse Absolution (2003) e Black Holes & Revelations (2006).
Ha lavorato anche con gruppi come: Franz Ferdinand, Ash, The Mars Volta, Doves, Bloc Party, jimmy Eat World, My Chemical Romance, Supergrass, Philip Glass, Mew, Fiona Apple, Audioslave, Rage Against the Machine e Dave Navarro.